# Ryan White
Ryan Wayne White (ur. 6 grudnia 1971 w Kokomo w stanie Indiana w USA, zm. 8 kwietnia 1990 w Indianapolis) – amerykański nastolatek, który stał się międzynarodowym symbolem dziecięcej walki z HIV/AIDS, po tym, jak został wydalony ze szkoły z powodu bycia nosicielem wirusa.
White cierpiał na hemofilię, a wirusem HIV zaraził się podczas jednej z transfuzji. Gdy w 1984 zdiagnozowano obecność wirusa w jego organizmie, lekarze dawali Ryanowi tylko sześć miesięcy życia. Mimo oświadczeń lekarzy, że wirus nie stanowi żadnego zagrożenia dla innych uczniów, AIDS był chorobą niemal nieznaną. Dlatego gdy White próbował powrócić do szkoły, wielu nauczycieli i rodziców w Kokomo stawiło się przeciwko niemu. Ku zdumieniu lekarzy, White żył pięć lat dłużej, niż przypuszczano, a zmarł na krótko przed wydaniem zgody na dołączenie do szkoły średniej w kwietniu 1990.
Przewlekająca się czasie walka ze szkolnym systemem spowodowała, że sprawą zainteresowały się najpierw krajowe, a następnie również zagraniczne media. Wiele reportaży i wywiadów rozsławiło zmagania White’a na międzynarodową skalę. Chłopiec wielokrotnie pojawiał się w mediach w towarzystwie sław, takich jak Elton John czy Michael Jackson, którzy wspierali go psychicznie i finansowo w chorobie.
Przed przypadkiem White’a AIDS był postrzegany jako choroba nękająca najczęściej społeczności homoseksualne. Po wydarzeniach z lat 80. i 90. to przekonanie uległo zmianie, a White (wraz z innymi osobami borykającymi się z AIDS, w tym z osobowościami popkultury) pojawiali się w środkach masowego przekazu, nakłaniając do dokładniejszego przyjrzenia się problemowi AIDS.
Krótko po śmierci White’a Kongres Stanów Zjednoczonych przegłosował ustawę zwaną Ryan White CARE Act. Akt został odnowiony w 2006 oraz 30 października 2009 i jest największym w USA świadczycielem usług dla ofiar AIDS.

## Życiorys

### Wczesne lata – początki choroby
Ryan White urodził się w Szpitalu Pamięci św. Józefa w Kokomo w stanie Indiana. Jego rodzicami byli Jeanne Elaine (z domu Hale) i Hubert Wayne White. Gdy miał sześć dni, lekarze zdiagnozowali u niego hemofilię, dziedziczną chorobę uniemożliwiającą krzepnięcie krwi. W ramach leczenia, chłopiec poddawany był transfuzjom, z powodu braku w jego organizmie czynnika VIII, białka powodującego krzepnięcie krwi.
Przez większość swego dzieciństwa, miał problemy ze zdrowiem. W grudniu 1984 zachorował na zapalenie płuc, a kilka dni później, podczas operacji polegającej na częściowym usunięciu płuca, u White’a wykryto AIDS. Środowisko naukowe niewiele wówczas wiedziało na temat choroby: naukowcy mieli świadomość dopiero od niespełna roku, że AIDS jest powodowane przez wirus HIV. W tym wypadku, choremu podano zakażony czynnik VIII podczas transfuzji. Ponieważ HIV był wirusem poznanym wówczas bardzo nieznacznie, duże ilości krwi używanej do transfuzji były skażone, a lekarze nie mieli pojęcia o testowaniu krwi przed zabiegami, toteż w latach 1979–1984 niemal 90% biorców również zostało zakażonych wirusem HIV. W chwili diagnozy White’a liczba limfocytów Th w organizmie chłopca spadła do 25 (zdrowa osoba bez HIV powinna mieć ich około 1 200). Doktorzy oświadczyli, że nastolatek ma przed sobą jedynie sześć miesięcy życia.
Po wykryciu choroby lokalne media ujawniły, że White ma AIDS. On sam był zbyt słaby, by wrócić do szkoły – Western Middle School w Russiaville w stanie Indiana. W okresie wakacyjnym White zarabiał poprzez rozwożenie gazet, jednak wiele osób, którym dostarczał prasę, zrezygnowało z prenumeraty, sądząc, że wirus może być przeniesiony przez papier. Latem poczuł się lepiej, dlatego postanowił wrócić do szkoły, jednak dyrekcja szkoły orzekła, że nie powinien tego robić, co tłumaczono obawą o zdrowie innych uczniów – choć naukowcy zaprzeczali, jakoby White mógł zarażać wirusem. 30 czerwca 1985 inspektor okręgu szkolnego James O. Smith odrzucił oficjalną prośbę o przywrócenie White’a na listę uczniów.

### Walka ze szkołami i odtrącenie
W latach 80. na temat AIDS krążyło wiele mylnych informacji. Badacze wiedzieli, że wirus przenosi się przez krew i nie można zarazić się nim przez codzienny kontakt, jednak Amerykańskie Towarzystwo Medyczne w maju 1983 oznajmiło, że są dowody, by sądzić, że każda forma kontaktów z chorym może być przyczyną zachorowania na AIDS. Przypadki występowania choroby u dzieci wciąż były rzadkie, a w czasie odrzucenia White’a przez szkołę Centers for Disease Control odnotowało 148 przypadków AIDS u najmłodszych w USA.
Kiedy władze Western Middle School dowiedziały się o przypadłości White’a, stanęły przed presją ze strony wielu rodziców, którzy chcieli, aby chłopcu nie pozwolono wracać do szkoły. Ponad 100 rodziców oraz 50 nauczycieli podpisało petycję, namawiając władze szkolne do usunięcia White’a z placówki. W lęku przed powszechnym strachem przed AIDS dyrekcja poparła wniosek rodziców, jednocześnie oferując chłopcu naukę przez telefon. Rodzice nastolatka złożyli pozew do sądu U.S. District Court w Indianapolis, by w ten sposób przywrócić synowi możliwość dalszego kształcenia. Sąd oddalił sprawę, mimo merytorycznego wsparcia White’a ze strony środowiska lekarskiego i Departamentu Zdrowia Stanu Indiana. Choć komisarz ds. zdrowia stanu Indiana, dr Woodrow Myers (mający na koncie duże doświadczenia w leczeniu chorych na AIDS w San Francisco), jak i organizacja Federal Centers for Disease Control stwierdzili, że chłopiec nie stwarza zagrożenia dla innych uczniów, szkoła oraz wielu rodziców i tak zignorowało ich oświadczenie. Gdy White dostał zgodę na powrót do szkoły na jeden dzień – 21 lutego 1986 – 151 z 360 uczniów zostało w domach, pozostali byli nieprzychylnie do niego nastawieni i wymusili na nim opuszczenie klasy. Grupa rodziców skierowała sprawę do sądu, domagając się zakazu powrotu White’a do szkoły. Sąd przychylił się do prośby i nałożył na chłopca zakaz zbliżania się do pozostałych uczniów.
Gdy w kwietniu White został ostatecznie dopuszczony do dalszej nauki, część rodziców wypisała swe dzieci ze szkoły, by posłać je do innych placówek. Chłopiec był także dyskryminowany i prześladowany przez uczniów oraz izolowany od pozostałych dzieci przez nauczycieli i personel szkolny (m.in. nie mógł uczestniczyć w zajęciach wychowania fizycznego, poza tym musiał korzystać z oddzielnej łazienki oraz używać jednorazowych sztućców w stołówce). Poza tym padał ofiarą krzywdzących pomówień, homofobicznych wyzwisk na ulicach i odtrącenia społecznego. Prześladowani byli również pozostali członkowie rodziny White’a, a także redakcja czasopisma „Kokomo Tribune”, która wspierała chłopca za pomocą artykułów oraz datków pieniężnych; jednemu z redaktorów gazety grożono śmiercią. Rodzina White’a podjęła decyzję o wyprowadzce z Kokomo, gdy ktoś strzelił z broni palnej w okno salonu ich domu. Po zakończeniu roku szkolnego 1986–1987 wszyscy przenieśli się do Cicero w stanie Indiana, gdzie Ryan dołączył do Hamilton Heights High School. 31 sierpnia 1987 został powitany przez dyrektora szkoły – Tonego Cooka, szkolnego nadinspektora Boba G. Carnala, oraz garść uczniów, którzy byli wcześniej edukowani w tematyce AIDS i nie obawiali się uścisnąć dłoń nowemu koledze.

### Rzecznik AIDS
Rozgłos procesów sądowych, w jakie uwikłany był White, sprawił, że sytuacją chłopca zainteresowały się międzynarodowe media. Nastolatek często pojawiał się w ogólnokrajowej telewizji i prasie, by opowiedzieć o swych kłopotach i przybliżyć społeczeństwu naukową prawdę o AIDS. W krótkim czasie stał się dziecięcym symbolem walki z AIDS. Włączał się w zbiórki pieniędzy na badania nad AIDS, poza tym angażował się w kampanie społeczne uświadamiające o przyczynach i skutkach choroby oraz udzielał się w publicznych akcjach dobroczynnych na rzecz dzieci cierpiących na AIDS.
W walkę chłopca z AIDS zaangażowanych było wielu znanych ludzi, których celem było zwrócenie społecznej uwagi na problem odrzucenia, z jakim borykają się pacjenci zmagający się z tą chorobą. Wśród tych osób znaleźli się m.in. piosenkarz John Cougar Mellencamp, aktorzy: Matt Frewer, Judith Light i Jessica Hahn, sportowcy: Greg Louganis, Howie Long i Kareem Abdul-Jabbar oraz prezydent Ronald Reagan z żoną Nancy Reagan. Ponadto piosenkarz Elton John często spotykał się z rodziną White’ów i pomógł im w nabyciu domu w Cicero, pożyczając Jeanne White odpowiednią ilość gotówki, a piosenkarz Michael Jackson podarował rodzinie Forda Mustanga. Przez resztę życia Ryan często pojawiał się w programie Phila Donahue w charakterze gościa. Amerykańska aktorka i piosenkarka Alyssa Milano podczas spotkania z chłopcem na oczach telewidzów pocałowała go, co – biorąc pod uwagę chorobę White’a – było wówczas niebagatelnym gestem. Pomimo rozgłosu i poprawy statusu społecznego chłopiec utrzymywał, że nie odpowiada mu sława, i podkreślał, że porzuciłby ją bez żalu, jeżeli zagwarantowałoby mu to wolność od choroby.
W 1988 przemawiał przed komisją ds. AIDS, uformowaną przez prezydenta Ronalda Reagana. Opowiedział wówczas o dyskryminacji i innych przeciwnościach, jakich doświadczył, gdy próbował wrócić do szkoły po poznaniu diagnozy. Dzięki programowi edukacyjnemu na temat HIV/AIDS mógł wrócić do Cicero, gdzie przywitano go z otwartymi ramionami. White zaznaczał, że jego negatywne przeżycia z Kokomo i Cicero to najlepszy przykład, jak ważna jest masowa świadomość w tematyce AIDS.

### Śmierć
Wiosną 1990 zdrowie White’a uległo gwałtownemu pogorszeniu. Ostatni raz publicznie chłopiec pojawił się na przyjęciu odbywającym się po gali rozdania Oscarów w Kalifornii. Towarzyszyli mu Ronald i Nancy Reaganowie, z którymi rozmawiał o zbliżającym się balu maturalnym oraz wyraził nadzieję na kontynuowanie edukacji.
29 marca 1990, kilka miesięcy przed ukończeniem szkoły, White trafił do dziecięcego szpitala Riley Hospital w Indianapolis z infekcją dróg oddechowych. Z powodu pogarszającego się stanu zdrowia, chłopca podłączono do respiratora oraz podano mu środek uspokajający. Ostatnią osobą, która regularnie odwiedziła chorego, był Elton John, a szpital został zalany telefonami od przypadkowych ludzi, którzy pragnęli powiedzieć o swej solidarności z chłopcem i jego rodziną.
White zmarł 8 kwietnia 1990. Trzy dni później w kościele na Meridian Street w Indianapolis odbył się pogrzeb chłopca, na który przybyło ponad 1,5 tys. ludzi, w tym m.in. Howie Long, Michael Jackson, Phil Donahue i pierwsza dama Barbara Bush, Elton John podczas uroczystości zagrał utwór „Skyline Pigeon” w towarzystwie chóru z Hamilton Heights High School. W dzień pogrzebu White’a „The Washington Post” opublikował hołd dla chłopca, zredagowany przez Ronalda Reagana, który to był szeroko krytykowany z powodu pomijania tematu AIDS w przemówieniach aż do 1987. Oświadczenie byłego prezydenta zostało odebrane jako symbol tego, jak bardzo cierpienie i walka chłopca zmieniła postrzeganie AIDS.
Po mszy żałobnej White został pochowany w Cicero, w pobliżu domu jego matki. W ciągu roku po śmierci Ryana jego nagrobek został zdewastowany cztery razy. Pomimo mijającego czasu, grób chłopca w dalszym ciągu jest czczony przez wiele osób odwiedzających to miejsce.

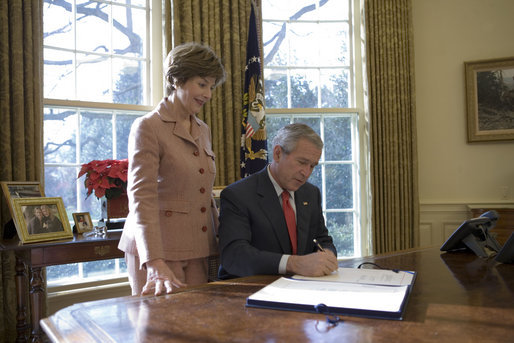
George W. Bush podpisujący Ryan White CARE Act (2006)

W sierpniu 1990 Kongres Stanów Zjednoczonych uchwalił Ryan White Comprehensive AIDS Resources Emergency Act (Ryan White CARE Act), program społeczny wspierający finansowo Amerykanów w zapobieganiu i leczeniu AIDS.

## Odniesienia w popkulturze
W 1989 telewizja ABC wyemitowała film The Ryan White Story, którego scenariusz inspirowany był historią chłopca. Tytułową rolę w produkcji zagrał Lukas Haas, a sam White pojawił się gościnnie w filmie, odgrywając epizodyczną rolę innego chłopca zakażonego HIV, który wyciąga przyjazną dłoń grającemu przez Haasa Ryanowi. Film obejrzało 15 mln osób. Po premierze niektórzy mieszkańcy Kokomo odczuli, że film przedstawia ich miejscowość w niesprawiedliwym, negatywnym świetle. Po wyemitowaniu filmu burmistrz Kokomo – Robert F. Sargent – został zasypany skargami od oburzonych widzów z wielu stanów Ameryki, mimo że to nie on pełnił urząd burmistrza w czasie przykrych zdarzeń dla rodziny White’ów.
W 1991 Michael Jackson wydał album pt. Dangerous, który promował m.in. singlem „Gone Too Soon”, upamiętniającym długą i wyczerpującą walkę White’a z chorobą.